# Paraclytus primus
Paraclytus primus är en skalbaggsart som beskrevs av Holzschuh 1992. Paraclytus primus ingår i släktet Paraclytus och familjen långhorningar. Inga underarter finns listade i Catalogue of Life.